# Nordweststadt

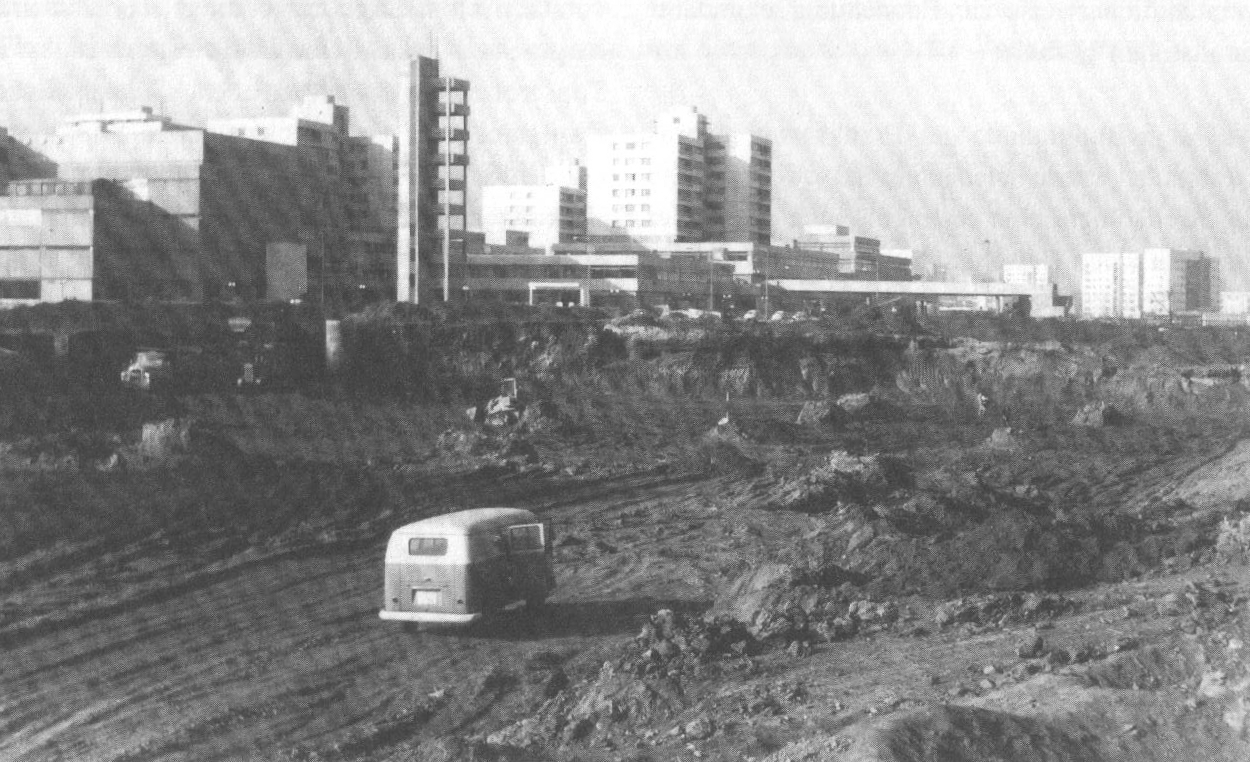
Vehículo del Museo Arqueológico en la zona de construcción de la Nordweststadt, sitio de la antigua ciudad romana Nida.

Nordweststadt (Ciudad Noroeste) es un gran conjunto residencial urbano en Fráncfort del Meno que fue construido entre 1962 y 1968 en el marco de la construcción social de viviendas sobre áreas abiertas entre los barrios ya existentes Niederursel, Heddernheim y Praunheim. No es un barrio independiente, sino pertenece a estos tres barrios. Originalmente fue construido para 25.000 habitantes y hoy tiene aproximadamente 17.500 habitantes.

## Literatura
- Walter Schwagenscheidt: Die Nordweststadt – Idee und Gestaltung, Karl Krämer Verlag, Stuttgart, 1964
- Hans Kampffmeyer: Die Nordweststadt in Frankfurt am Main, Europäische Verlagsanstalt, Fráncfort del Meno, 1968
- Tassilo Sittmann: Die farbige Gestaltung der Nordweststadt, Stadtplanungsamt, Fráncfort del Meno, 1977

## Enlaces
- Wikimedia Commons alberga una categoría multimedia sobre Nordweststadt.